# Henk Lambers
Hendrik Willem (Henk) Lambers (Rotterdam, 9 november 1916 - aldaar, 4 april 2004) was een Nederlandse econoom, hoogleraar algemene economie aan de Nederlandse Economische Hogeschool te Rotterdam, en rector magnificus in 1950–1951, 1958–1959, 1960–1964 en 1970-1971. 

## Levensloop
Lambers was geboren en getogen in Rotterdam. Hij begon zijn economie studie aan de Nederlandsche Handels-Hoogeschool in 1935, waar hij studeerde onder Frans de Vries. Door bemiddeling van De Vries kreeg hij in 1937 een betrekking als onderzoeksassistent in het Nederlands Economisch Instituut.
Na zijn afstuderen startte Lambers in 1940 aan de Nederlandse Economische Hogeschool. In 1946 werd hij lector, en in 1947 hoogleraar in de economie, en bleef dit tot zijn emeritaat in 1981. Van de 41 jaar in dienst bij de universiteit diende hij vier perioden als rector, in totaal zeven jaar lang.
Onder van zijn promovendi waren Maarten Rooij (1906-1986), journalist en hoogleraar perswetenschappen, Frits Jacob de Jong (1918-1976), hoogleraar economie Harry de Lange, en Bob Goudzwaard. Hij begeleidde ook het afstuderen in de algemene economie van Hugo Priemus in 1971. Lambers was ook enige jaren directeur van het Nederlands Economisch Instituut, en deed daarvan in 1982 afstand.
In 1971 was Lambers benoemd tot erelid van het Rotterdamsch Studenten Gezelschap, waarvan hij sinds 1934 lid was. In 1982 ontving hij een ere-doctoraat van de Tilburg University, en in 1996 heeft de Erasmus Universiteit Rotterdam hem onderscheiden met de Erasmuspenning. En sinds 2009 wordt aan de Erasmus Universiteit jaarlijks de Prof. H.W. Lambersprijs uitgereikt voor de beste afstudeerscriptie.

## Publicaties
- H.W. Lambers. Commentaar bij herinneringen : de Nederlandsche Handels-Hoogeschool 1913- 1938, de Nederlandsche Economische Hoogeschool 1938-1973. Rotterdam : Erasmus Universiteit Rotterdam, 1988.

Artikelen, een selectie:
- Lambers, Hendrik Wilm. "Marktstrategie en mededinging." De Economist 98.1 (1950): 801-826.
- H.W. Lambers. "Honderd jaar goede bedoelingen", in: De economist : tijdschrift voor alle standen, tot bevordering van volkswelvaart, door verspreiding van eenvoudige beginselen van staatshuishoudkunde, vol. 100 (1952), pag. 815-827.
- Lambers, Hendrik Willem. "Over de institutionele markt." De Economist 106.1 (1958): 753-775.
- Lambers, H. W. "Mededingingspolitiek." J.E. Andriessen & M.A.G. van Meerhaeghe (red.), Theorie van de Economische Politiek, Leiden, Stenfert Kroese (1962): 307-338.
- H.W. Lambers. "Het Nederlands Economisch Instituut." in: Economisch-statistische berichten : algemeen weekblad voor handel, nijverheid, financiën en verkeer, vol. 54 (1969), pag. 701
- H.W. Lambers. De prijsleer onder innovatie. in: Verstuivingen (1984), p. 23-34
- Lambers, H.W.	Rotterdamse belangstelling voor de economische wetenschappen 1848-1913. in: Wetenschapsbeoefening, 1990. p. 20-45
- Lambers, H.W.	Prof.Dr. Leo H. Klaassen, 1920-1992. in: Rotterdamsch jaarboekje, vol. 1 (1993), R 10, pag. 140-143; over Leo H. Klaassen